# Раабе, Макс
Макс Раабе (нем. Max Raabe, настоящее имя — Маттиас Отто, нем. Matthias Otto; род. 12 декабря 1962, Люнен) — немецкий певец. Основатель, руководитель и солист оркестра Palast Orchester, придерживающийся традиции немецкой музыки 1920-х и 1930-х годов.

## Биография
Пением Макс Раабе занимался с детства, став участником церковного хора в своем родном городе Люнен (Северный Рейн-Вестфалия). Переехал в Берлин, где вскоре после окончания Берлинского университет искусств по специальности оперный певец  в 1986 году, вместе с Вернером Леонардом и группой единомышленников организовал небольшой оркестр, который и получил название «Palast Orchester».
Оркестр исполняет музыку в стиле джаз-банд и кабаре 20—30-х годов XX века. Всеобщая популярность пришла к «Palast Orchester» в 1992 году после выхода комического номера «Kein Schwein ruft mich an» («Ни одна свинья не звонит мне»), написанного самим Максом Раабе. Позже, чтобы завоевать известность за пределами Германии, Макс Раабе и его оркестр выпустили альбом кавер-версий известных хитов «Die Hits Des Jahres».
Юмористические интерпретации Раабе хитов Робби Уильямса и Бритни Спирс, которые вышли в составе вышеописанного альбома «Super Hits» (Die Hits Des Jahres) были использованы для музыкального сопровождения комедийного сериала «Осторожно, модерн! 2».
23 марта 2014 года выступил со своим оркестром в московском Государственном Кремлёвском дворце, где среди прочего репертуара исполнил на русском языке романс Петра Лещенко «Признайся мне».
В 2022 году Раабе сыграл эпизодическую роль в сериале о Берлине времён Веймарской республики «Вавилон-Берлин», где исполнил песню под названием Ein Tag wie Gold.

## Состав оркестра
Состав группы Макса Раабе, Palast Orchester:
- Макс Раабе — вокал
- Ханна Бергер — скрипка, фортепиано
- Райнер Фокс — вокал, саксофон, флейта, гитара, ударные
- Ян Векверт — фортепиано
- Ульрих Хоффмайер — гитара, банджо, мандолина, скрипка
- Берт Дитерих — бас, контрабас, сузафон, геликон
- Винсент Риве — ударные, перкуссия
- Томас Худер — вокал, труба
- Михаэль Эндерс — труба
- Йорн Ранке — вокал, тромбон, скрипичный альт
- Йоханнес Эрнст — саксофон
- Свен Баренс — кларнет, саксофон
- Чечилия Кризафулли — скрипка.

## Дискография
- Die Männer sind schon die Liebe wert (1989)
- Kleines Fraulein, einen Augenblick (1990)
- Ich hör' so gern Musik (1991)
- Kein Schwein ruft mich an (1992)
- Mein kleiner grüner Kaktus (1992)
- Original Live-Recording (1993)
- Dort tanzt Lu-Lu! (1994)
- Wintergarten-Edition Live (1996)
- Bel Ami (1996)
- Music, Maestro, Please (1996)
- 10 Jahre Palast Orchester mit seinem Sänger Max Raabe (1997)
- Ein Freund, ein guter Freund (1999)
- Nina Hagen & Max Raabe — Die Dreigroschenoper 2CD (1999)
- Krokodile und andere Hausfreunde (2000)
- Super Hits (Die Hits Des Jahres) (2000)
- Von Kakteen Und Gorillas (2001)
- Vom Himmel Hoch, Da Komm’ Ich Her (2002)
- Klonen kann sich lohnen (2002)
- Palast Revue (2003)
- Komm, lass uns einen kleinen Rumba tanzen (2006)
- Gekommen, um zu bleiben (mit Wir sind Helden, 2006)
- Schieß den Ball ins Tor (mit Heino Ferch und Peter Lohmeyer, 2006)
- Heute Nacht oder Nie (2007)
- Charming Weill Dance Band Arrangements (2008)
- Übers Meer (2010)[7][8]
- Küssen Kann Man Nicht Alleine (2011)
- Für Frauen ist das kein Problem (2013)
- Eine Nacht in Berlin (2014)
- Der Perfekte Moment… Wird Heut Verpennt (2017)
- Wer hat hier schlechte Laune (2022)

## Каверы
Наиболее известен исполнитель стал благодаря своим необычным аранжировкам известных песен, таких, как:
- Oops!… I Did It Again — Бритни Спирс
- Blue (Da Ba Dee) — Eiffel 65
- Lucky — Бритни Спирс
- Super Trouper — ABBA
- Upside Down (Bouncing Off The Ceiling) — A*Teens
- Around The World (La La La La La) — ATC
- Sex Bomb -Том Джонс и Mousse T.
- We Are The Champions — Queen
- Let’s Talk About Sex — Salt’N’Pepa
- Bongo Bong — Manu Chao
- Last Christmas — Wham!
- Kiss — Prince
- We Will Rock You — Queen
- Uptown Girl — Billy Joel
- Tainted Love — Глория Джонс

Большая часть из них выходила на альбоме «Super Hits» («Die Hits Des Jahres»).